# 25 de Abril: Comunidades Portuguesas
25 de Abril: Comunidades Portuguesas (assim subintitulada a partir do número 21)  foi uma publicação editada pela Secretaria de Estado da Emigração entre Outubro de 1974 a Abril de 1980, sendo seu  primordial objetivo a correcta informação da realidade portuguesa ao emigrante afastado do cenário central da evolução sócio-política.